# دكشينامورتي
دكشينامورتي (بالإنجليزية: Dakshinamurthy)‏، هو جانب من جوانب الإله الهندوسي شيفا كغورو (معلم) لجميع أنواع المعرفة. هذا الجانب من شيفا، بصفته المعلم الأصلي، هو تجسيده باعتباره الوعي والفهم والمعرفة العليا أو النهائية. يمثل هذا النموذج شيفا كمدرس لليوغا والموسيقى والحكمة، ويقدم عرضا وفقًا لتعاليم الشاسترا. يعبد كإله الحكمة والتأمل الكامل والمُثمر.

## الدلالة
تعني كلمة دكشينامورتي حرفيًا "الشخص الذي يواجه الجنوب (داكيسا-dakṣiṇa)" باللغة السنسكريتية. ووفقا لمدرسة فكرية أخرى، تعني كلمة "Dakshinya" كارونا أو اللطف (الإحسان) باللغة السنسكريتية. لذا فإن مظهر شيفا هذا هو معلم خير يمنح الحكمة لطالبي الخلاص.

## الوصف
يظهر شيفا بشكل عام بأربعة أذرع في جانبه دكشينامورتي جنانا. وصُوِّر جالسا تحت شجرة بانيان، تواجه الجنوب. حيث يجلس شيفا على عرش الغزلان ويحيط به الحكماء الذين يتلقون تعليماته. ويظهر جالسا وقدمه اليمنى على أباسمارا الأسطورية (شيطان في الأساطير الهندوسية، هو تجسيد للجهل) وقدمه اليسرى مطوية في حضنه. في بعض الأحيان، يصور والحيوانات البرية تحيط به. في ذراعيه العلويين، يحمل ثعبانا أو مسبحة أو كليهما في يد ولهب في اليد الأخرى.